# Robert Istepanian
Robert S. H. Istepanian est un scientifique et technologue britannique, professeur à la faculté de médecine, (Institute of Global Health Innovation) à l'Imperial College de Londres. Il est connu comme le premier scientifique à avoir inventé l'expression de MHealth,,.
En 2012, Istepanian a inventé le nouveau terme 4G Health, qui est défini comme « l'évolution de la santé mobile vers des systèmes médicaux personnalisés ciblés avec des fonctionnalités adaptables et une compatibilité avec les futurs réseaux 4G ».

## Formation
Il a obtenu son doctorat du département de génie électronique et électrique de l'Université de Loughborough, au Royaume-Uni en 1994. 

## Carrière
Istepanian a occupé plusieurs postes universitaires et de recherche au Royaume-Uni et au Canada. Il occupa notamment une chaire de communication de données pour les soins de santé et un poste de fondateur-directeur du Mobile Information and Network Technologies Research Centre (MINT) à l'Université de Kingston de Londres (2003-2013). Il a également été professeur à la division de médecine cellulaire et moléculaire de la St George's, University of London (2005-2008). Ses autres mandats universitaires comprenaient des postes de maître de conférences à l'Université de Portsmouth et à l'Université Brunel, de professeur agrégé à l'Université Ryerson de Toronto et professeur adjoint à l'Université de Western Ontario au Canada,.